# Десятников Пилип Миколайович
Пилип Миколайович Десятников (28 листопада 1928 — 1 травня 2017) — радянський та український пожежник, начальник Головного управління пожежної охорони МВС України (1977—1993), генерал-майор внутрішньої служби (1983).

## Біографія
Народився 28 листопада 1928 р. в с. Россошинське Зерноградського району Ростовської області в селянській родині. Батько — тракторист, комбайнер, у роки Другої світової війни — механік-водій легендарного танка Т-34, мати — пересічна колгоспниця. У сім'ї було п'ятеро дітей, Пилип найстарший.
Закінчив Харківське пожежно-технічне училище МВС СРСР (1949), Вищі пожежно-технічні курси МВС СРСР (1957), Київський інженерно-будівельний інститут (1967).
З 1946 по 1993 рр. — в органах внутрішніх справ, із них понад 25 років на керівних посадах у підрозділах пожежної охорони УВС Київської обласної та міської Ради депутатів трудящихся, а також в УПО (ГУПО) МВС України.
Починав службу з курсового офіцера ХПТУ МВС СРСР. З 1952 по 1955 рр. викладач Вільнюської школи МВС СРСР, потім Київського та Львівського пожежно-технічних училищ. Після закінчення Вищих пожежно-технічних курсів МВС СРСР працював у відділі навчальних закладів МВС Української РСР, займався пожежно-технічними училищами України.
Був одним із засновників Черкаського пожежно-технічного училища МВС СРСР.

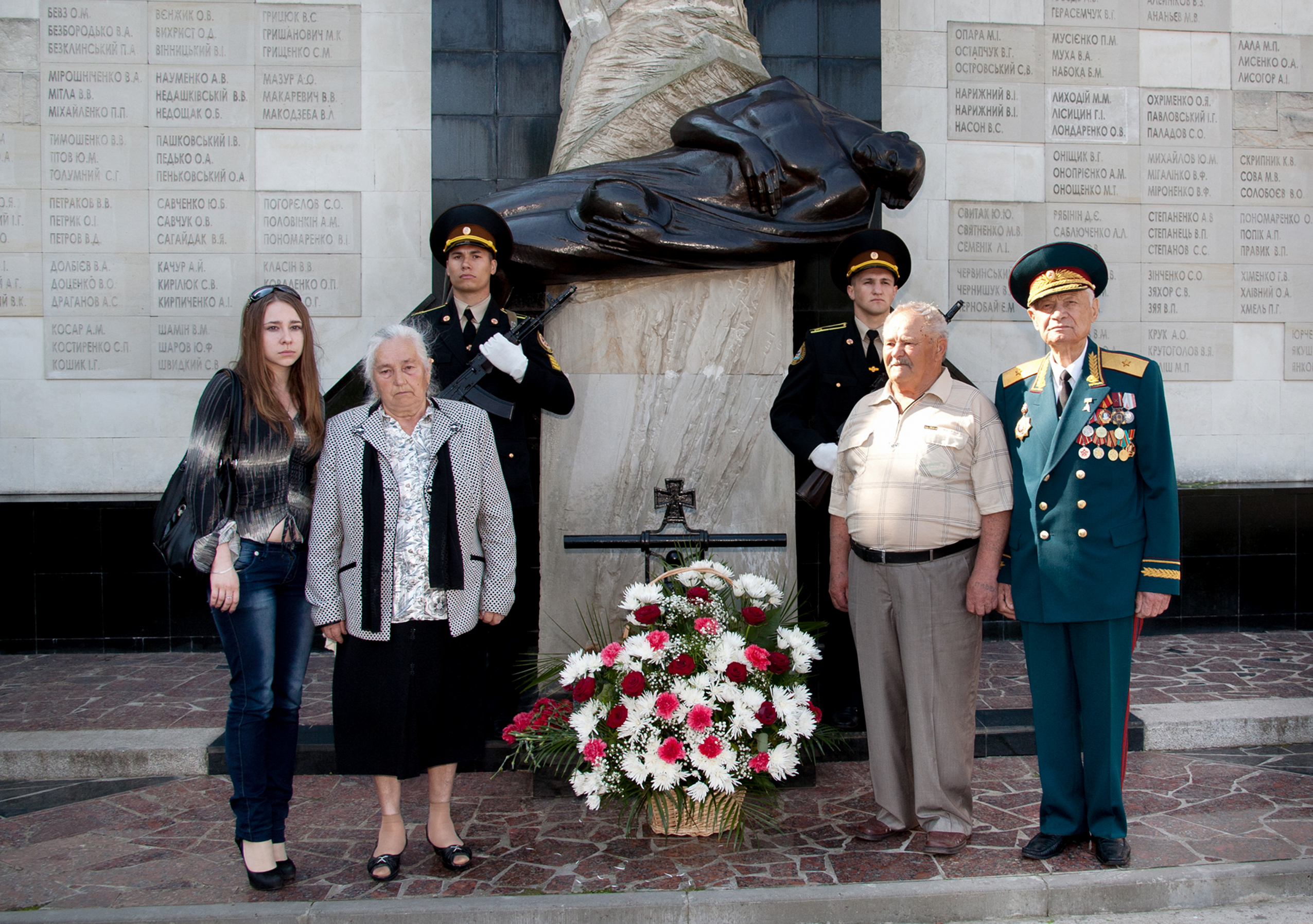
Генерал-майор вн. сл. Пилип Десятников з батьками та донькою Героя Радянського Союзу Володимира Правика біля музею ЧІПБ ім. Героїв Чорнобиля

З 1971 по 1975 р. — начальник об'єднаного УПО Києва та Київської області УВС Київського облвиконкому, після поділу у жовтні 1975 р. пожежної охорони Києва та області на окремі гарнізони, з 1975 по 1977 рр. — начальник УПО м. Києва. У 1977 р. призначений начальником УПО МВС Української РСР, а в 1992 р. — начальником ГУПО МВС України.
Приділяв багато уваги вдосконаленню служби пожежної охорони, підвищенню її боєздатності та зміцненню матеріально-технічної бази. За час роботи Пилипа Миколайовича 18 обласних відділів пожежної охорони справили новосілля у власних нових приміщеннях. У Миколаєві з’явився перший в Україні закритий спортивний комплекс. Пожежна охорона України неодноразово визнавалася серед найкращих у СРСР. 
Був ініціатором створення СВПЧ-6 з охорони м. Прип'яті, першої в СРСР пожежної частини з охорони міста «енергетиків-атомників». Після створення нового "міста енергетиків" Славутич, з ініціативи Ф.М. Десятникова, була створена найбільша пожежна частина у СРСР.
Під час ліквідації аварії на Чорнобильській АЕС (1986) очолював підрозділи пожежної охорони України з ліквідації наслідків аварії, вміло організував залучення додаткових протипожежних формувань з мобілізацією сил та засобів, дислокованих на території Української РСР, за що був нагороджений орденом Леніна. Учасник ліквідації наслідків аварії на Чорнобильській АЕС І категорії.
Після виходу на пенсію займався громадською діяльністю, пов'язаною із чорнобильською проблематикою. Проживав у м. Києві. Помер 1 травня 2017 р., похований на Звіринецькому цвинтарі.

## Громадська діяльність та особисте життя
З 1994 р. — у відставці. Брав активну участь у громадському житті. Обирався Президентом Всеукраїнської Чорнобильської спілки інвалідів МВС України, заступником голови асоціації «Чорнобиль» органів та військ МВС України, заступником голови Ради ветеранів МВС України, був членом громадської Колегії Міністерства України з питань НС та у справах захисту населення від наслідків Чорнобильської катастрофи.
Обирався депутатом Київської міської Ради (1973, 1975).
Майстер спорту СРСР із кульової стрільби. Захоплювався полюванням.
Нагороджений орденом Леніна (1986), орденами України «За заслуги» ІІІ ступеня (1998), ІІ ступеня (2002), І ступеня (2006), а також багатьма державними та відомчими медалями та знаками, у тому числі «За відвагу на пожежі» (1973), «Ветеран праці» (1984) та ін. нагородами. Почесний член Всеукраїнської асоціації ветеранів та пенсіонерів МНС (2008). Заслужений працівник МВС України.

## Пам'ять

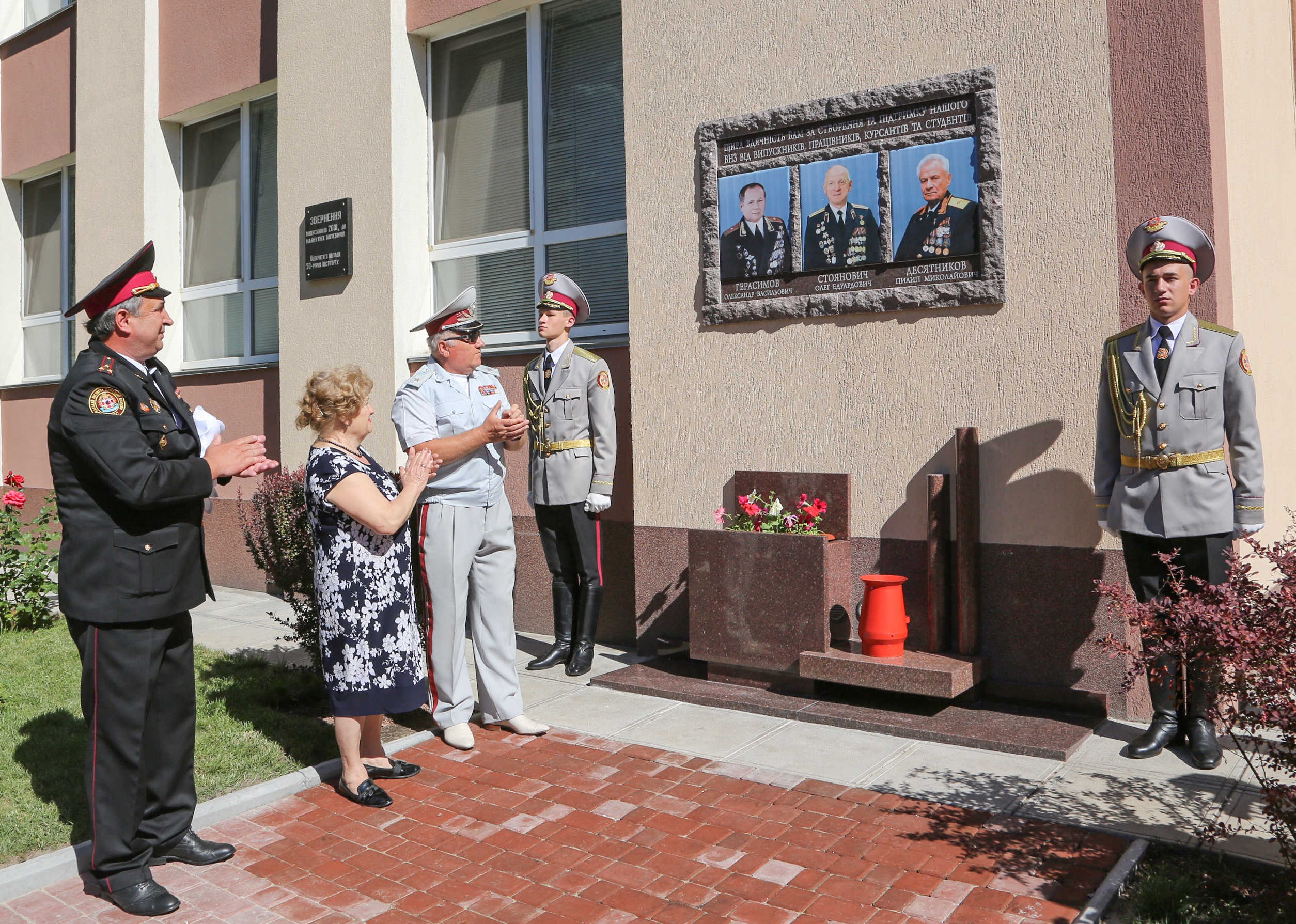
Дружина генерал-майора вн. сл. Пилипа Десятнікова Оксана Йосипівна на відкритті пам'ятної дошки засновникам ЧІПБ ім. Героїв Чорнобиля

У Черкаському інституті пожежної безпеки імені Героїв Чорнобиля 10 червня 2017 р. встановлено пам'ятну дошку засновникам навчального закладу, серед яких і Пилип Миколайович Десятников.

## Образ в художній літературі
- Медуниця М.М. Вогнеборець. — Київ : ТОВ "Генеза", 2000. — 146. с. ISBN 966-504-218-1